# Edgar de Evia

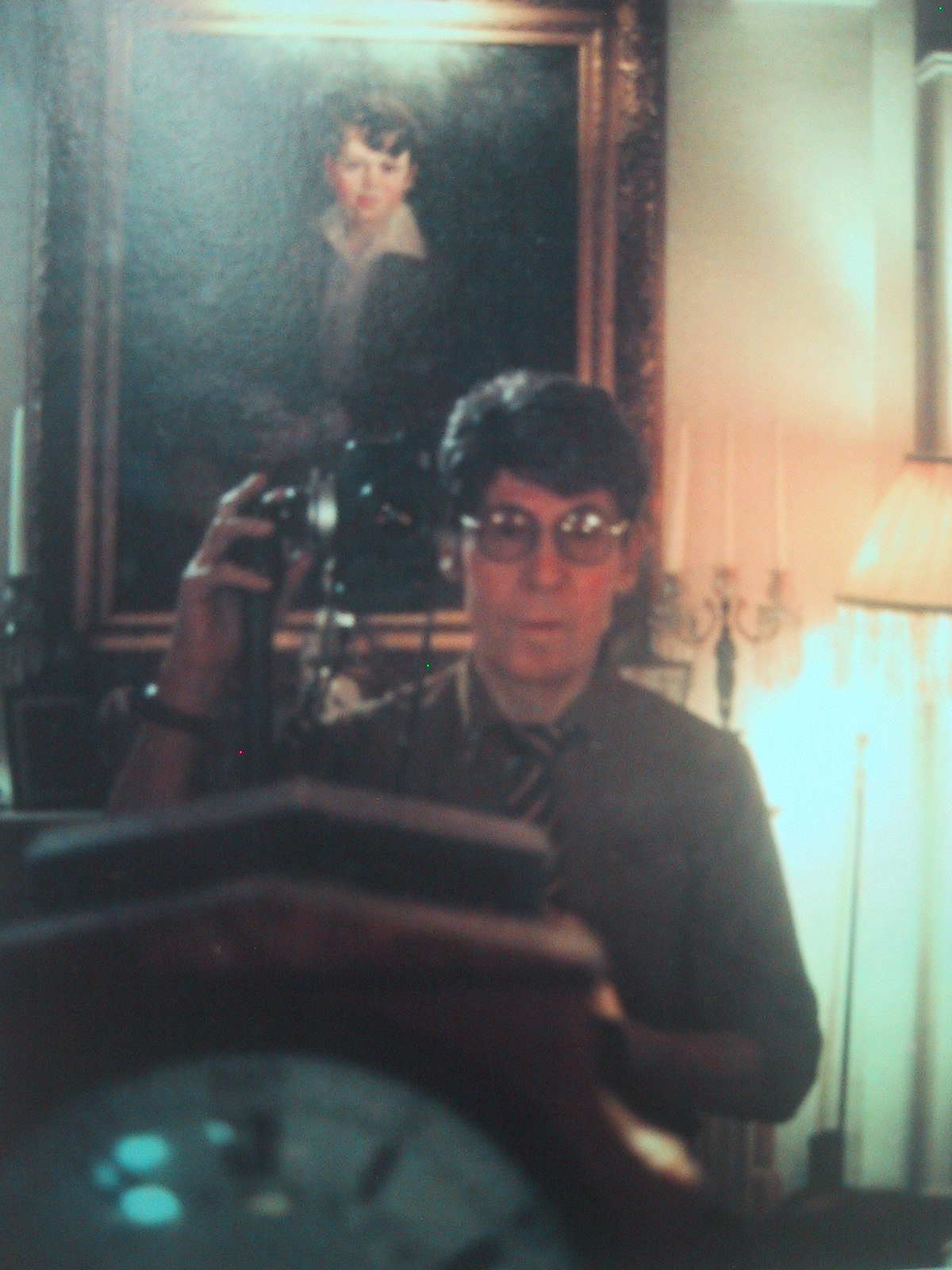
Edgar de Evia: Autoportrét se svým olejovým dětským portrétem od M. Jeana McLaneho, asi 1990

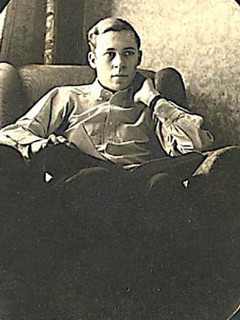
Edgar de Evia, asi 1930

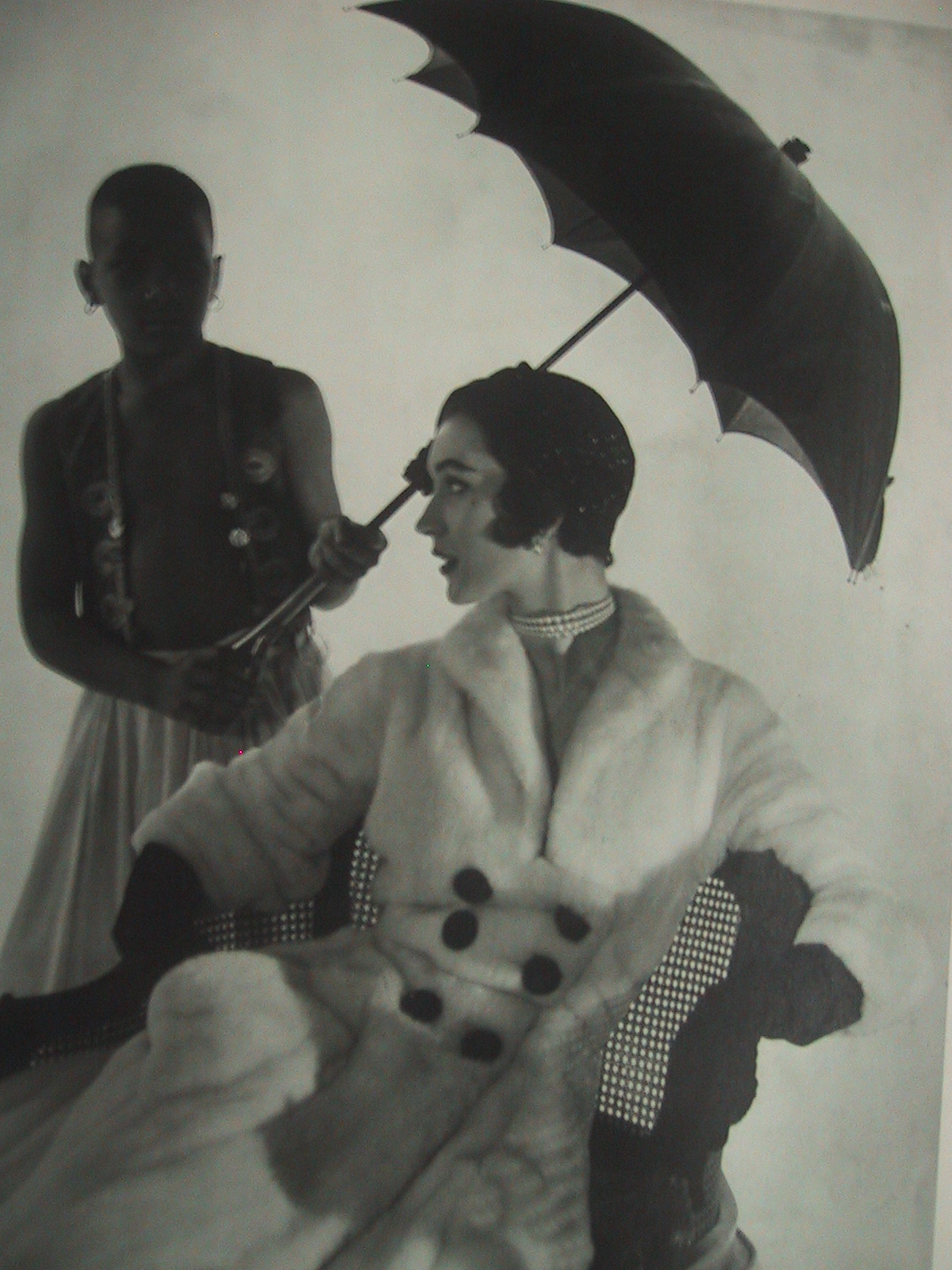
Profesionální modelka Dovima, 1950–1960

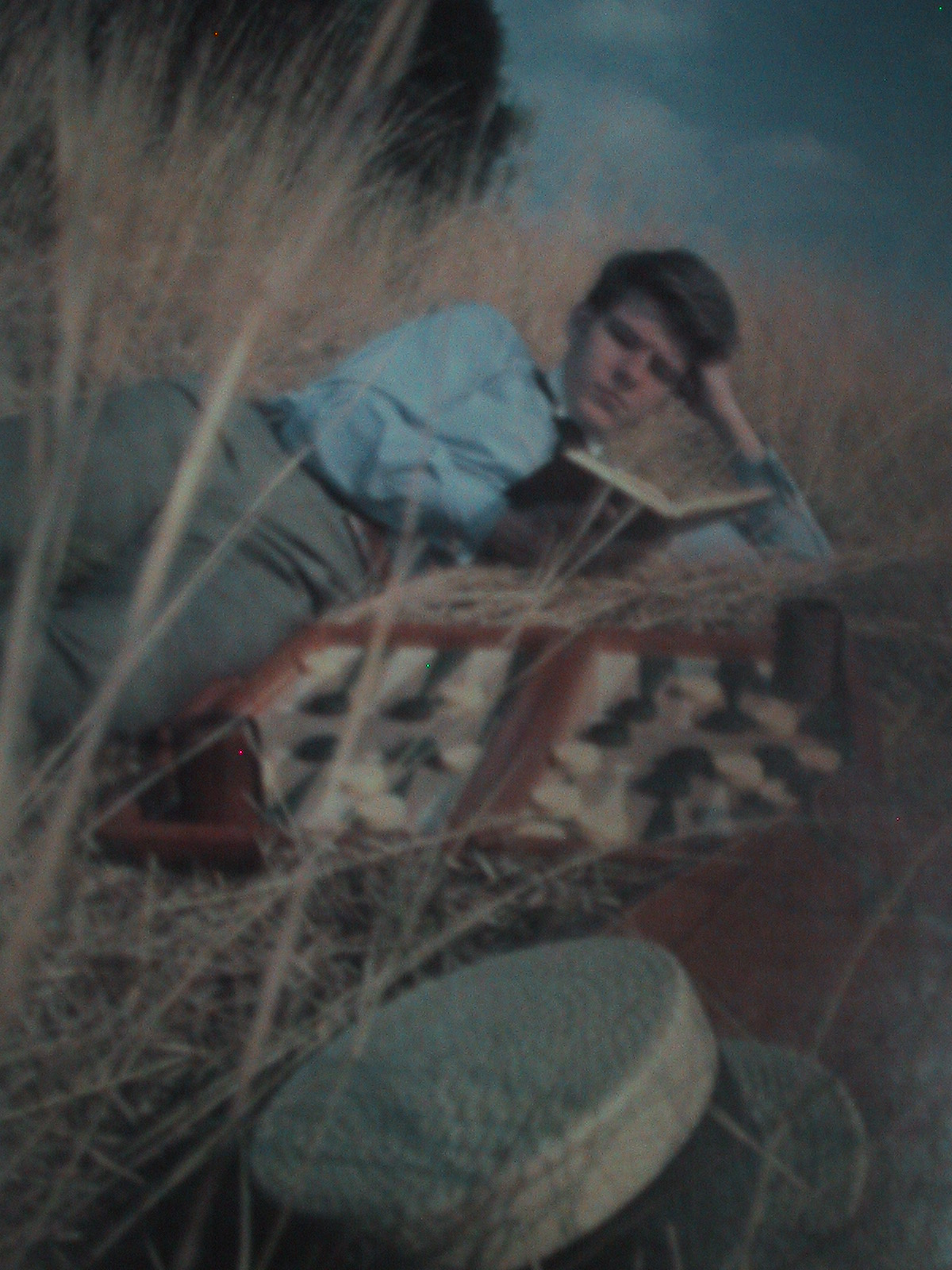
David McJonathan-Swarm, de Eviův společník a obchodní partner od roku 1966 až do své smrti, 1968

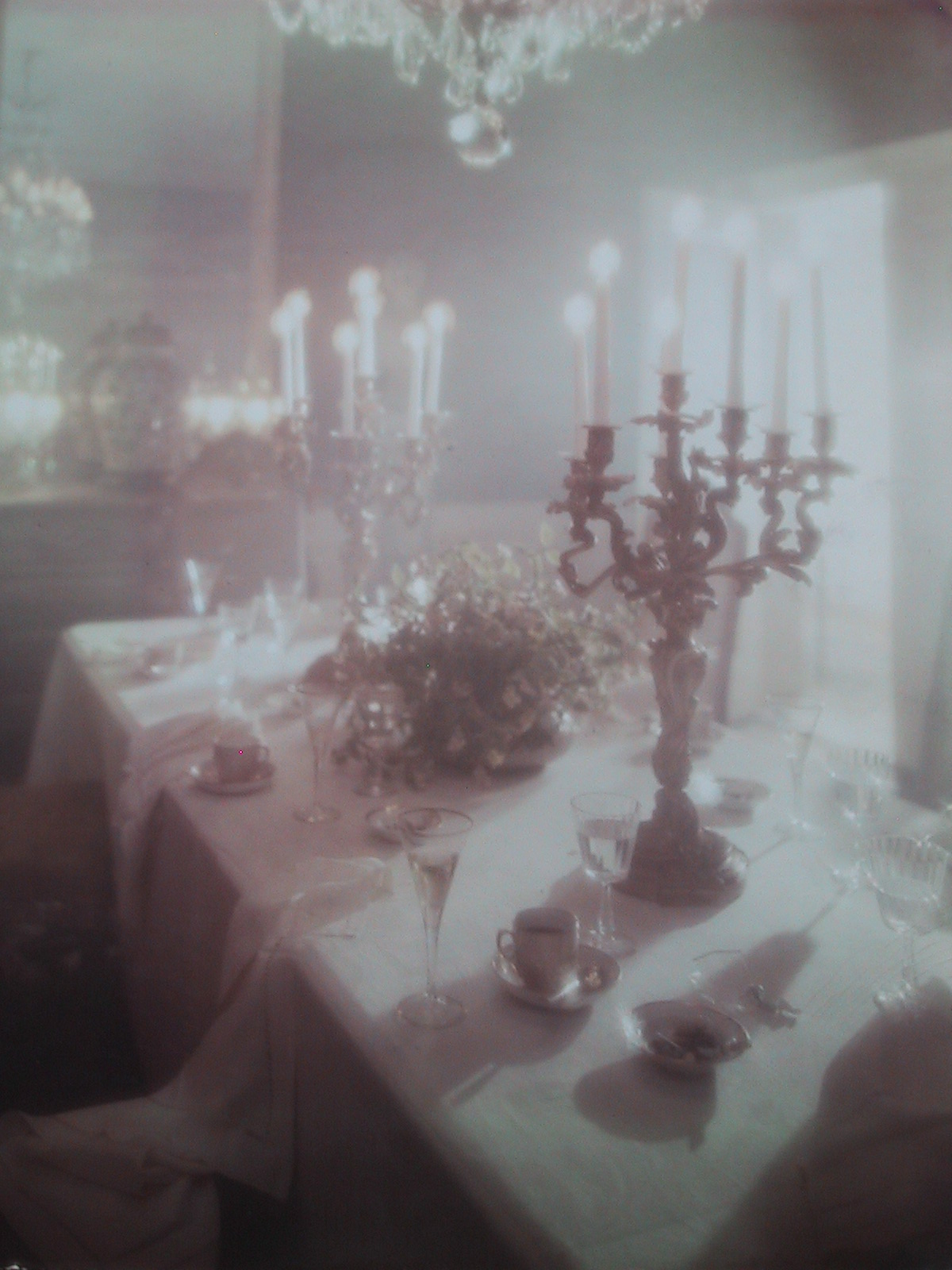
Zátiší, Rhinelander Mansion, NYC, 1950–1960

Edgar Domingo Evia y Joutard, známý jako Edgar de Evia (30. července 1910 Mérida, Yucatán, Mexiko – 10. února 2003 New York) byl americký fotograf narozený v Mexiku.
V kariéře trvající od roku 1940 až do roku 1990 se jeho fotografie objevovaly v časopisech a v novinách jako Town & Country, House & Garden, Look  nebo The New York Times a v reklamních kampaních na zmrzlinu Borden, firmu Owens Corning, Jell-O a mnoho dalších společností.

## Životopis
Jeho matka byla Pauline Joutardová (1890–1957), pianistka narozená ve Francii, kde vystupovala pod jménem Miirrha Alhambra. Jeho otec byl Domingo Fernando Evia y Barbachano (1883-1977), bohatý statkář pocházející ze dvou rodin, které byly prominentní v politice a kultuře Yucatánu od poloviny 19. století, z nichž jeden, Barbachanos byl popsána jako "jeden z nejsilnějších oligarchů Yucatánu."
Dne 30. června 1912, ve věku dvou let, přijel Evia se svou rodinou do New York City na palubě lodi "Progreso". Absolvoval školu v Daltonu v roce 1931. 
Na základě přistěhovaleckých a jiných úředních záznamů se zdá, že Evia změnil své příjmení na de Evia někdy po roce 1942, do té doby používal umělecké jméno Edgar D. Evia.

## Dílo

### Fotografie
Díky svým fotografiím, na kterých často využíval lehké ostření a difuzi byl v roce 1957 ve vydání Popular Photography Color Annual de Evia nazván "mistr zátiší". V recenzi knihy The New York Times prohlásil, že "černobílé fotografie často se vyskytující v této knize slouží jako připomínka, že černá a bílá stále má své užitečné místo i ve světě barev... "Editorial high-key food photography was introduced by Edgar D'Evia in 1953 for the pages of Good Housekeeping."
William A. Reedy, editor časopisu Applied Photograpy v rozhovoru z roku 1970 pro publikaci společnosti Eastman Kodak Studio Light/Commercial Camera o Eviovi napsal:
| „                  | ...Byl mnoho let fotografickým editorem v New Yorku. Jeho práce pomáhaly prodávat auta, jídlo, pití, nábytek a mnohé další produkty. Ve světě módy byl známý jako módní fotograf a další skupina lidí z oblasti potravin si o něm myslelo, že je specialista na zátiší. Zatímco ve skutečnosti byl fotografem své doby. Využíval svůj nezanedbatelný talent a zkušenosti bez ohledu na typ oboru. | “ |
| — William A. Reedy | |   |

Módní fotograf Melvin Sokolsky, který vytvořil kultovní snímky pro Harpers Bazaar a Vogue, na kterého měl Edgar de Evia ze začátku vliv, řekl: "Zjistil jsem, že Edgar dostal za reklamu pro Jell-O 4000 dolarů a myšlenka na útěk z mého nájemního bytu se stala neuvěřitelným snem a inspirací.

#### Fotografované modelky
Jako pozadí ve svých fotografiích často využíval interiéry historické budovy Rhinelander Mansion v New Yorku, jež si pronajímal v 50. a 60. letech i jako své sídlo, studia a kanceláře prostřednictvím svého zmocněnce Davida Chimaye. Pořídil zde některé fotografie módních světových modelek pro módní časopisy a komerční reklamy. Například:
- Lisa Fonssagrives (foto na Wikimedia Commons)
- Dovima (foto na Wikimedia Commons)
- Wilhelmina Cooper (foto na Wikimedia Commons)

#### Fotografované osobnosti
De Evia také pořídil celou řadu fotografických portrétů známých osobností v oblasti sociální, filmu, hudby, divadla včetně následujících osobností:
- Ethel Fogg (Mrs. William Brooks Clift), matka Montgomery Cliftové[13]
- Erik Rhodes, zpěvák a herec společnosti American film and Broadway[14]
- Nordstrom Sisters kabaretní zpěváci[15]
- Roman Totenberg, Polsko-americký houslista[16]
- Ralph Lauren americký módní designer[17]

#### Redakční fotografie
Uvedené citace jsou jen zlomkem Eviových publikovaných prací.
- Applied Photography: 5 expressions on a new film #12, 1959; Studies in Tone Gradation—the hallmark of excellence #60, 1975
- Town & Country[19]
- VogueVogue[20]
- Vogue Paris: říjen 1985 – #660; duben 1986 – #665; květen 1986 – #666,
- Architectural Digest[20] leden 2000[21]
- Glamour
- Bride's
- Good Housekeeping 1954[22]
- Art and Antiques Magazine: květen 1985 (dům Theodore Roosevelt)
- House Beautiful
- House & Garden: srpen 1977; 1981; 1982; leden 1983 (dům Jean Vanderbilt); prosinec 1983 (dům Dolly a F. Burrall Hoffman, Florida); leden 1984 (dům Mercedes a Francis L. Kellogg); únor 1984 (dům Gloria Vanderbilt); červen 1984 (dům Janet Lee Bouvier Auchincloss Morris); ...
- Home: 1989
- Maison & Jardin: 1983; 1986 – #319
- Vogue Decoration ...
- Look, Shaggy Lamb Fashion, 21. ledna 1969[23]
- The New York Times Magazine, Home Design Special, 9. září 1979; 8. května 1983; 14. dubna 1985; "Design; As the Room Turns", autor: Carol Vogel, 31. ledna 1988
- McCall's: únor, září, listopad 1951; březen, červenec, listopad 1952 (vše obálky); únor 1958
- Ladies' Home Journal: 1984; 1985
- New York Magazine[24] 1989 (dům Paul Silverman); 1989
- After Dark: Pastorale: A Photo Essay str. 60–65, 1975
- Art Direction, v.12 1960–61
- Photography: 1952 (obálka)
- Popular Photography: v. 60, 1967
- Women's Wear Daily: 25. září 1981 (obálka)
- W

#### Knihy
Knihy, které byly ilustrovány fotografiemi de Evia:
- The American Annual of Photography, New York: American Photography Book Department, 1953.
- Good Housekeeping Book of Home Decoration: Mary L. Brandt, New York: McGraw-Hill, 1957.
- Picture Cookbook: The Editors of LIFE, Mary Hamman, Editor, New York, NY: Time Incorporated, 1958. Second edition 1959, Third edition 1960.
- The Spacemaker Book: Ellen Liman, Nancy Stahl and Lewis Wilson, New York: Viking Press, 1977.
- Fashion: The Inside Story: Barbaralee Diamonstein, New York: Rizzoli, 1985
- House & Garden's Best in Decoration: the Editors of House & Garden, New York: Condé Nast Books, Random House, 1987. De Evia's photos include the front jacket.
- Glamour's On The Run: Jane Kirby, Glamour Food Editor, New York: Condé Nast Books, Villard Books, 1987. De Evia's photos include the front & back jacket.
- Interior Design: John F. Pile, New York: H.N. Abrams, 1988.
- The Tiffany Gourmet Cookbook: John Loring, New York: Doubleday, 1992.
- House Beautiful Decorating Style: Carol Cooper Garey, Hearst Books, 2005. 1992 edition published by Hearst Communications.
- Victoria On Being a Mother: Victoria Magazine Staff, Hearst Books, 2005. (1. vydání 1989)
- Culinary Traditions II: A Taste of Waynesboro, Pennsylvania, sebrala Waynesboro Historical Society, Morris Press, 2007.

#### Komerční fotografie
- Beautyrest: Simmons 1959[14]
- Borden Ice Cream, Lady Borden kampaň 1956–1960[14][25]
- Celanese Corporation[26]
- Empress Chinchilla[14]
- Fieldcrest[14]
- Gorham Silver[27]
- Klobouky Mr. John - John-Frederics[28]
- Herman Miller Office Furniture kampaň 1957[29]
- Leather Industries of America[30]
- Maximilian[14]
- McCall's patterns[31]
- Milliken 1970 Breakfast Show program
- Myrurgia Maja Perfume 1964 Ad with credit"DeEvia"[14][32]
- Owens-Corning Fiberglas Corporation Life kampaň 1958
- Steinway & Sons 1967 katalog

#### Galerie

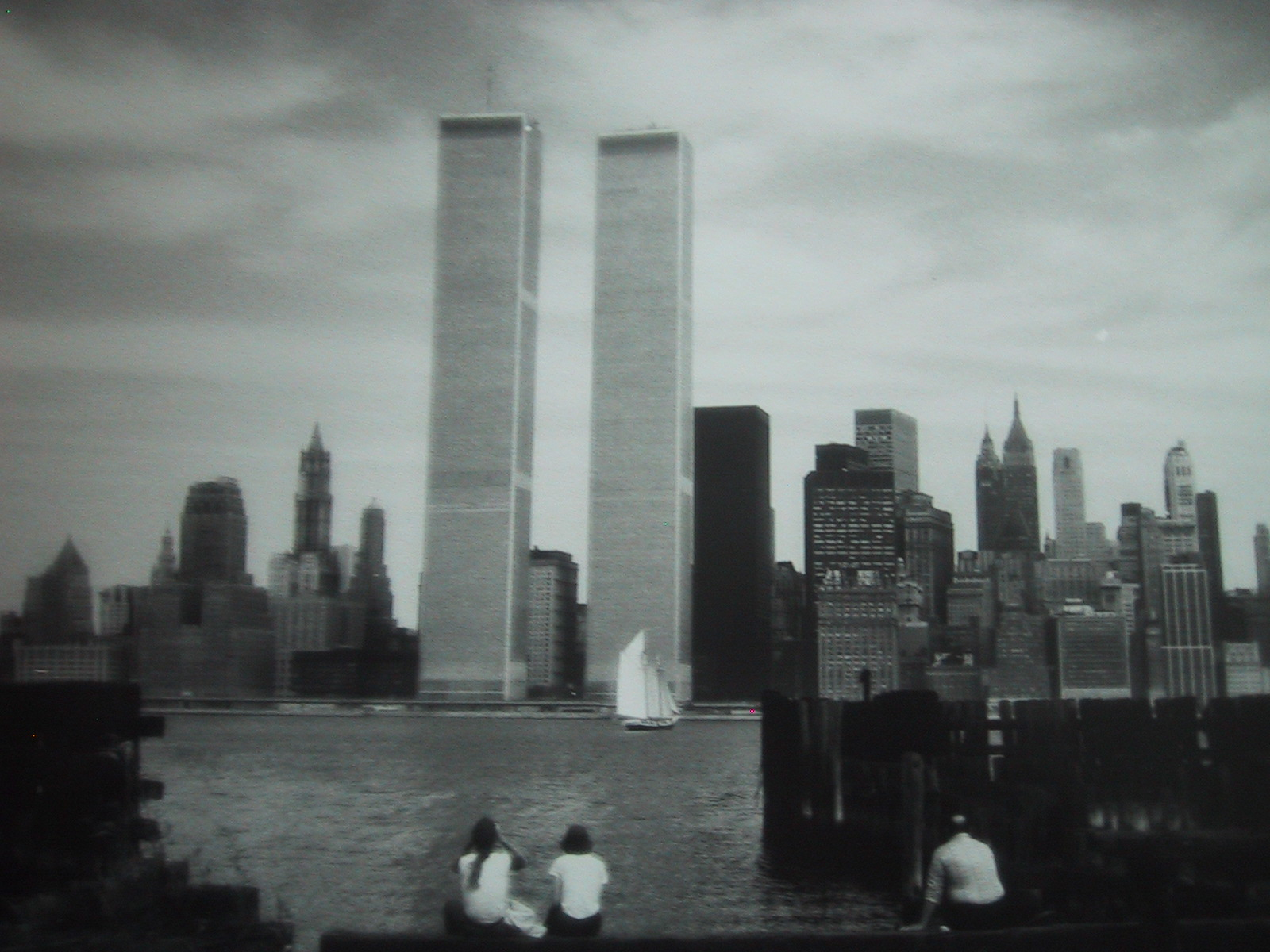
World Trade Center, 1990
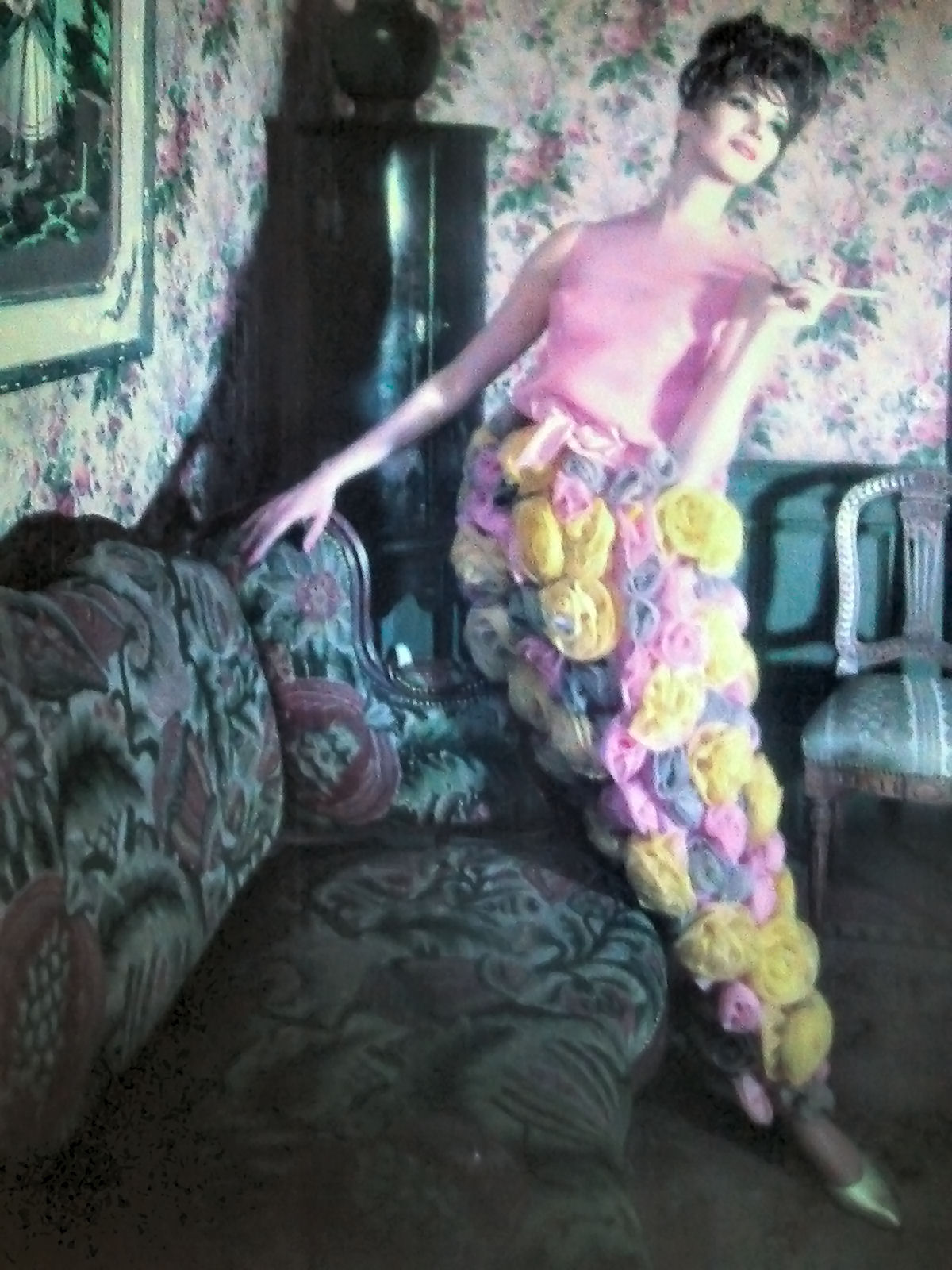
Supermodelka Wilhelmina Cooper 1950-1960
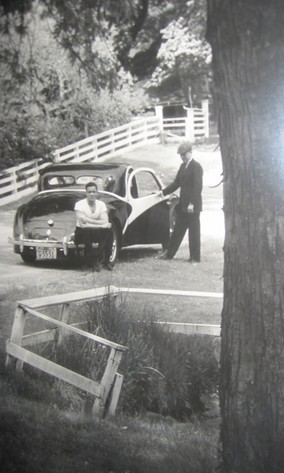
Bugatti, Robert Denning a Charles Gibson, 1950-1960
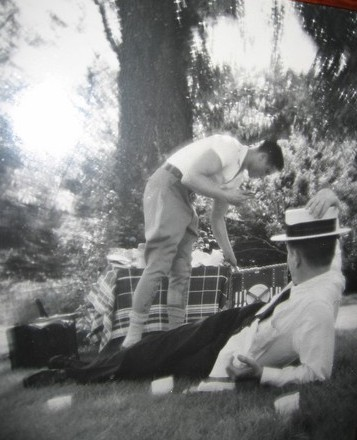
Piknik, Robert Denning a Charles Gibson
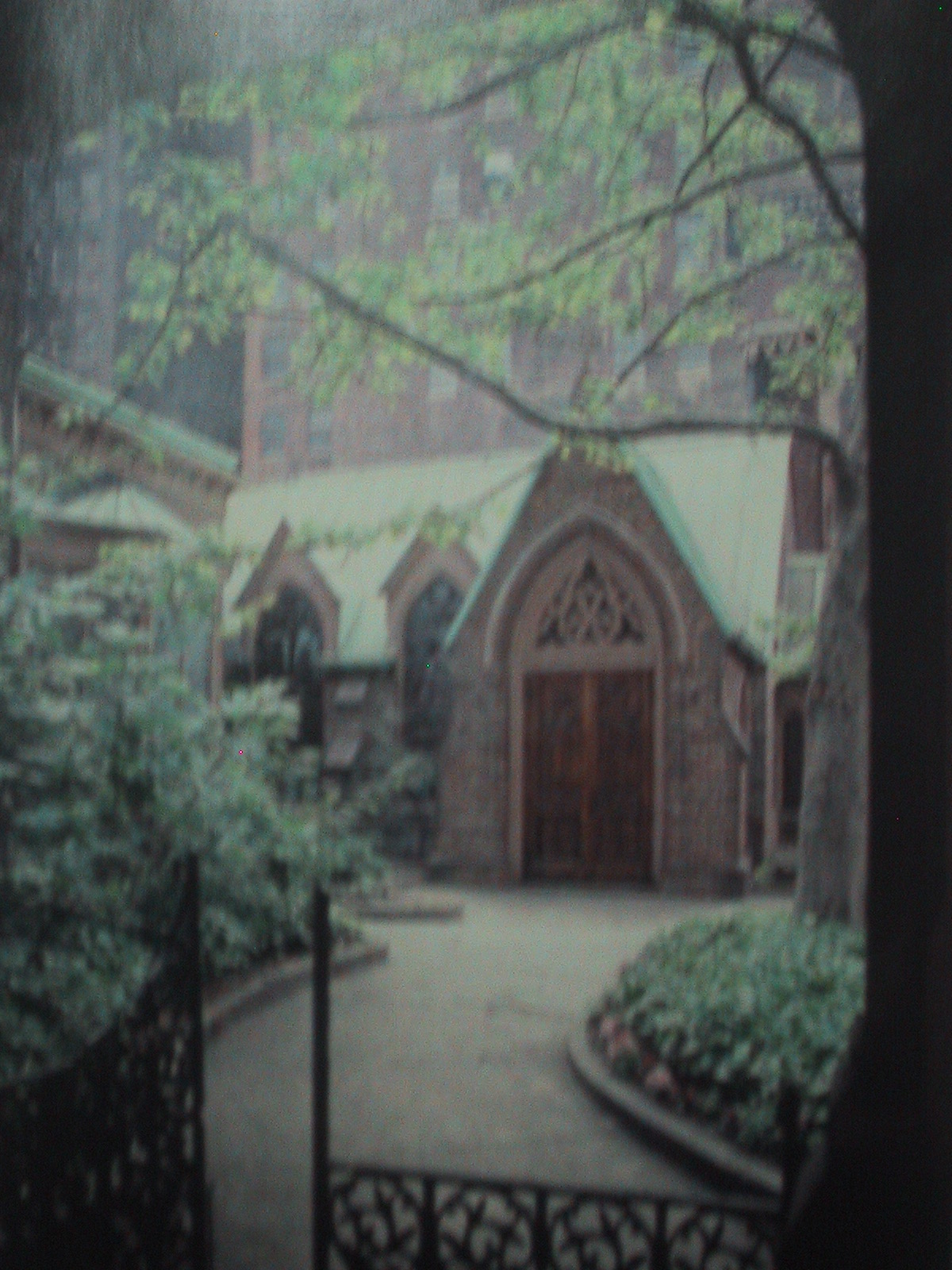
Episkopální kostel proměny, NYC, (Little Church Around the Corner)
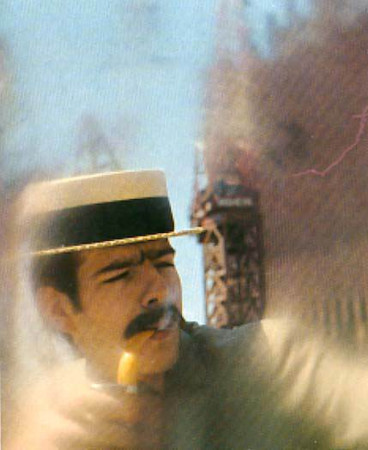
McJonathan-Swarm, 1969, v popředí World Trade Center ve výstavbě
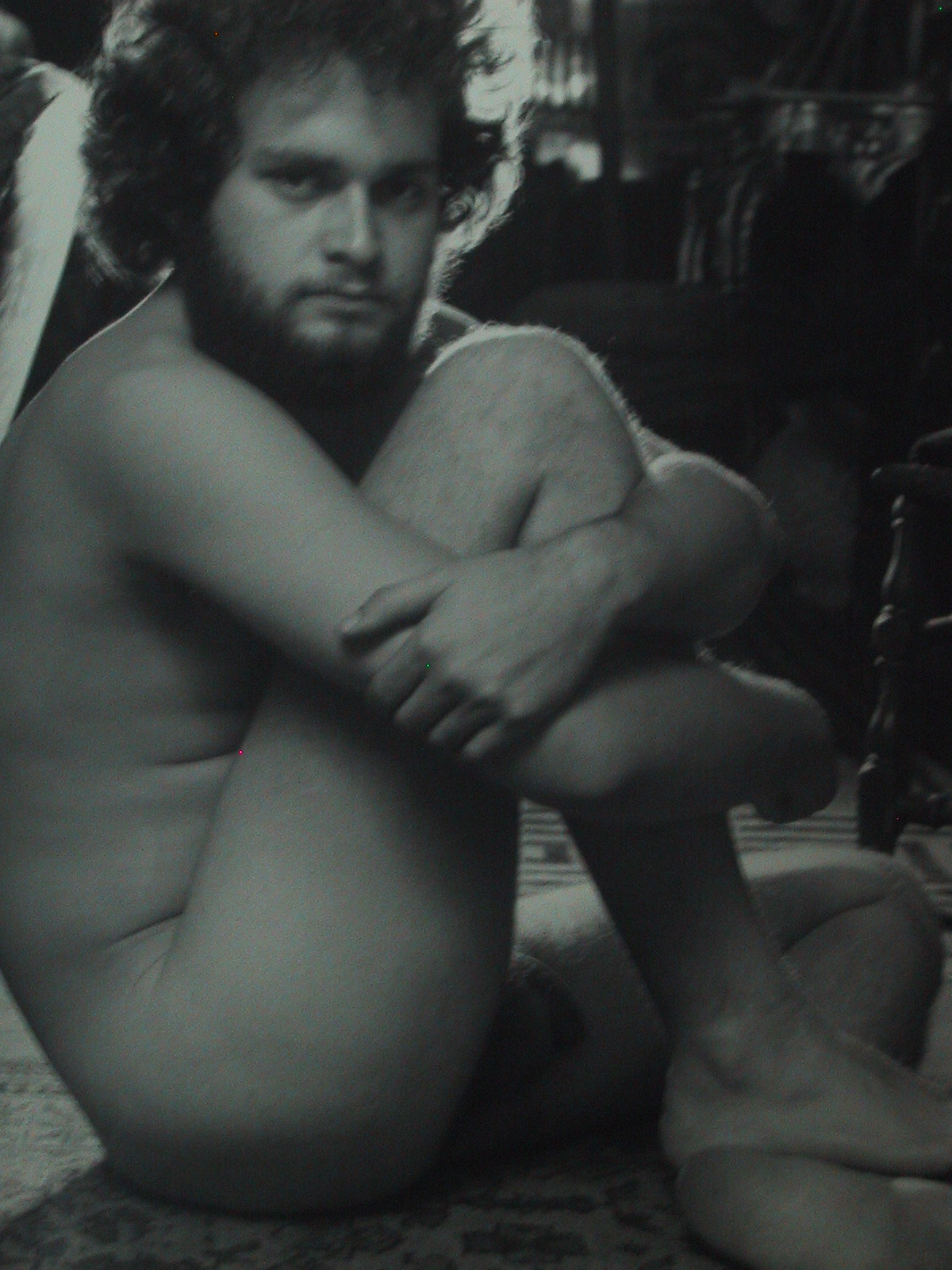
Mužský akt, asi 1970-80